# Arrondissement Cambrai
Cambrai is een arrondissement van het Franse Noorderdepartement in de regio Hauts-de-France. De onderprefectuur is Cambrai.

## Kantons
Na de herindeling van de kantons ingevolge decreten van februari en maart 2014 werden de kantons vanaf 2015 herleid tot : 
- Kanton Cambrai
- Kanton Le Cateau-Cambrésis
- Kanton Caudry

Het arrondissement was samengesteld uit de volgende kantons:
- Kanton Cambrai-Est
- Kanton Cambrai-Ouest
- Kanton Carnières
- Kanton Le Cateau-Cambrésis
- Kanton Clary
- Kanton Marcoing
- Kanton Solesmes